# Markus Karlsson (fotbollsspelare född 1972)
Markus Karlsson, född 30 augusti 1972, är en svensk fotbollsspelare, försvarare, som spelar för IFK Lidingö FK i svenska division 4. 
Han blev säsongen 2003 utsedd till "Årets Järnkamin" av supporterföreningen Järnkaminerna. I Djurgården, där han var lagkapten med tröja 12 och oftast mittback, gjorde han under de nio säsongerna (1996-2004) totalt 165 seriematcher (med 2 mål) där statistik från år 1997 inte är inräknat, varav 124 av matcherna i Allsvenskan. Därefter packades bagaget till Tyskland för ett år i den tyska andradivisionen i laget Rot-Weiss Essen. Sedan fortsatte karriären med 28 ligamatcher (varav 22 från start) med norska Stabæk IF. I slutet av juni 2007 skrev Karlsson på för en och en halv säsong med IF Brommapojkarna där han gick rakt in i startelvan som mittback med debutmatchen hemma mot Gefle den 1 juli 2007. Efter säsongen 2007 stod det klart att Brommapojkarna flyttades ner till Superettan. Markus Karlsson stannade kvar i laget och tröjnumret ändrades från 25 till 3. Karlsson spelade i BP till och med säsongen 2009, då han vid 37–38 års ålder avslutade sin spelarkarriär. Under år 2011 fortsatte Karlsson i IF Brommapojkarna som ledare. . 
Inför säsongen 2013 gjorde Karlsson comeback och kommer spela för IFK Lidingö FK. 

## Titlar / Meriter
- Allsvenskan: 2002, 2003
- Svenska Cupen: 2002, 2004

## Säsongsfacit: seriematcher / mål
| Klubb             | Säsong         | Ligaspel                       | Ligaspel | Ligaspel | Cupspel | Cupspel | Europaspel | Europaspel | Totalt  | Totalt |
| Klubb             | Säsong         | Division                       | Matcher  | Mål      | Matcher | Mål     | Matcher    | Mål        | Matcher | Mål    |
| ----------------- | -------------- | ------------------------------ | -------- | -------- | ------- | ------- | ---------- | ---------- | ------- | ------ |
| BKV Norrtälje     | 1993           | Division 2 Östra Svealand      | 18       | 5        | ?       | ?       | -          | -          | 18      | 5      |
| BKV Norrtälje     | 1994           | Division 2 Östra Svealand      | 20       | 5        | ?       | ?       | -          | -          | 20      | 5      |
| BKV Norrtälje     | 1995           | Division 2 Östra Svealand      | 17       | 5        | ?       | ?       | -          | -          | 17      | 5      |
| BKV Norrtälje     | Totalt         | Totalt                         | 55       | 15       | ?       | ?       | -          | -          | 55      | 15     |
| Djurgårdens IF    | 1996           | Allsvenskan                    | 20       | 0        | ?       | 2       | 1          | 0          | 21      | 2      |
| Djurgårdens IF    | 1997           | Division 1 Norra               | 15*      | 2        | ?       | ?       | -          | -          | 15      | 2      |
| Djurgårdens IF    | 1998           | Division 1 Norra               | 17       | 2        | 2       | 1       | -          | -          | 19      | 3      |
| Djurgårdens IF    | 1999           | Allsvenskan                    | 20       | 0        | ?       | 1       | -          | -          | 20      | 1      |
| Djurgårdens IF    | 2000           | Superettan                     | 24       | 0        | 1       | 0       | -          | -          | 25      | 0      |
| Djurgårdens IF    | 2001           | Allsvenskan                    | 23       | 0        | 1       | 0       | -          | -          | 24      | 0      |
| Djurgårdens IF    | 2002           | Allsvenskan                    | 23       | 0        | 5       | 0       | 6          | 0          | 34      | 0      |
| Djurgårdens IF    | 2003           | Allsvenskan                    | 23       | 0        | 4       | 0       | 2          | 0          | 29      | 0      |
| Djurgårdens IF    | 2004           | Allsvenskan                    | 15       | 0        | 2       | 0       | 5          | 0          | 22      | 0      |
| Djurgårdens IF    | Totalt         | Totalt                         | 180      | 4        | 15      | 4       | 14         | 0          | 209     | 8      |
| Rot-Weiss Essen   | 2005           | Bundesliga 2                   | 9        | 0        | ?       | ?       | -          | -          | 9       | 0      |
| Rot-Weiss Essen   | Totalt         | Totalt                         | 9        | 0        | ?       | ?       | -          | -          | 9       | 0      |
| Stabæk IF         | 2005           | 1. divisjon                    | 7        | 0        | 1       | 0       | -          | -          | 8       | 0      |
| Stabæk IF         | 2006           | Tippeligaen                    | 19       | 0        | 1       | 0       | -          | -          | 20      | 0      |
| Stabæk IF         | Totalt         | Totalt                         | 26       | 0        | 2       | 0       | -          | -          | 28      | 0      |
| IF Brommapojkarna | 2007           | Allsvenskan                    | 13       | 0        | ?       | ?       | -          | -          | 13      | 0      |
| IF Brommapojkarna | 2008           | Superettan                     | 24*      | 1        | ?       | ?       | -          | -          | 24      | 1      |
| IF Brommapojkarna | 2009           | Allsvenskan                    | 16       | 0        | ?       | ?       | -          | -          | 16      | 0      |
| IF Brommapojkarna | Totalt         | Totalt                         | 53       | 1        | ?       | ?       | -          | -          | 53      | 1      |
| IFK Lidingö       | 2013           | Division 4 Mellersta Stockholm | 5        | 0        | ?       | ?       | -          | -          | 5       | 0      |
| IFK Lidingö       | 2015           | Division 4 Mellersta Stockholm | 1        | 0        | ?       | ?       | -          | -          | 1       | 0      |
| IFK Lidingö       | 2017           | Division 4 Mellersta Stockholm | 1        | 0        | ?       | ?       | -          | -          | 1       | 0      |
| IFK Lidingö       | 2022           | Division 4 Mellersta Stockholm | 1        | 0        | ?       | ?       | -          | -          | 1       | 0      |
| IFK Lidingö       | Totalt         | Totalt                         | 8        | 0        | ?       | ?       | -          | -          | 8       | 0      |
| Hela karriären    | Hela karriären | Hela karriären                 | 331      | 20       | 17      | 4       | 14         | 0          | 362     | 24     |

- = Inkluderar två matcher i kval till Allsvenskan 1997 & 2008